# الخبة (المكلا)

تعديل مصدري - تعديل

الخبة هي إحدى قرى عزلة المكلا بمديرية المكلا التابعة لمحافظة حضرموت، بلغ تعداد سكانها 5 نسمة حسب تعداد اليمن لعام 2004.